# Adolphe Ribaux
Adolphe Ribaux, né le 3 mai 1864 à Bevaix et mort le 26 janvier 1915 à Curio, est un journaliste et écrivain suisse romand.

## Biographie
Adolphe Ribaux est né le 3 mai 1864 à Bevaix, dans le canton de Neuchâtel, en Suisse. Son père, Jules-Louis Ribaux, est agriculteur et buraliste postal.
Adolphe Ribaux publie très jeune des recueils de poèmes : le premier, Feuille de lierre, paraît en 1882. Auteur prolifique, Adolphe Ribaux publie plusieurs romans régionalistes loués par ses contemporains tels que : Braves gens, Roses sans épines ou Humbles vies. C'est surtout en tant qu'auteur de drames historiques (Julia Alpinula, Divico, Charles-le-Téméraire, La Reine Berthe), joués notamment à Avenches, qu'il se fait connaître en Suisse romande,. Julia Alpinula est ainsi joué en 1893 dans le théâtre romain d'Avenches. Le neuchâtelois essaie également, mais avec moins de succès, de montrer des pièces à Paris.
Adolphe Ribaux collabore au journal L'Impartial en y publiant notamment feuilletons et contes. On le retrouve également régulièrement au sommaire de la revue mensuelle neuchâteloise : Les Bonnes lectures. De plus, il est membre fondateur de la revue littéraire et artistique : La Suisse romande dans laquelle il publie plusieurs de ses propres textes. Il participe également à La Revue contemporaine d'Édouard Rod et Adrien Remacle. 
Figure de la scène littéraire neuchâteloise, Adolphe Ribaux donne aussi de nombreuses conférences dans la région. De son vivant déjà, il est considéré comme un écrivain de littérature populaire. Carla Pignone oppose ainsi ses « sujets simples et touchants » au « sensualisme » alambiqué de ses contemporains .

## Liste des œuvres (non exhaustive)

### Recueil de poèmes
- Feuille de lierre, 1882.

### Pièces de théâtre
- Julia Alpinula, 1893.
- Le Renouveau, 1895.
- Charles le Téméraire, 1897.
- La Reine Berthe, 1899.
- Divico, 1908.

### Romans
- Deux frères, 1893.
- Myriam Ancelin, 1902.
- Le Rameau d'Olivier, 1913.

### Nouvelles
- Contes de printemps et d'automne, Lausanne, Henri Mignot, 1887.